# アルゼンチンの首相
アルゼンチンの首相（西: Jefe de Gabinete de Ministros）は、1994年の憲法改正で創設された、大統領を補佐する官職である。原語の官名を訳すると内閣主席大臣といった意味となる。ブエノスアイレス市モンセルラー区フリオ・ロカ通りの「カスティネイラ・ビル（1993年の民営化までは旧製鉄公社の本社ビルだった）」に官邸が置かれている。

## 概要
他の大臣同様、国民の直接選挙で選ばれた大統領による任命となり、議会に対しては責任を負わず、仮に議会（上下院またはそのどちらか）で野党が多数派を形成している状態（2015年12月の政権交代 - 現在がほぼこれに該当）であっても、野党系の会派から首相を選出する義務は無く、フランスにおけるコアビタシオン的な「ねじれ現象」は発生しないが、大統領の職務遂行が一時的（療養）または永続的（弾劾・死去）に困難になった場合、大統領と共に直接選挙で選ばれた副大統領が、代行または正職に昇格（ - 残り任期の満了）する規定が存在する為、権限は限られたものになっている。
下院の与党系会派（連立政権なら大統領を輩出している政権党）の議員から選ばれる事が多いが、必須条件とはなっておらず、過去には上院議員出身者や民間からの起用事例も存在する。
1994年までは大統領権限の一部となっていた、閣議の招集（大統領の出席が日程上の都合などにより、不可となった場合のみ）や閣内の意見集約、予算案の取りまとめ、税務、立法府（上下両院）への状況報告、地方自治体（連邦構成州・首都圏他）との渉外を担当する。

## 歴代内閣首席大臣（首相）
| 代 |                                | 氏名                           | 在任期間                        | 大統領・政権党                             |
| -- | ------------------------------ | ------------------------------ | ------------------------------- | ------------------------------------------ |
| 1  |                                | エドゥアルド・バウサー         | 1995年7月8日 - 1996年6月5日     | カルロス・メネム(正義党)                   |
| 2  |                                | ホルヘ・ロドリゲス             | 1996年6月5日 - 1999年12月10日   | カルロス・メネム(正義党)                   |
| 3  |                                | ロドルフォ・テラーニョ         | 1999年12月10日 - 2000年10月6日  | フェルナンド・デ・ラ・ルア(急進党)         |
| 4  |                                | クリスティアン・コロンボ       | 2000年10月6日 - 2001年12月20日  | フェルナンド・デ・ラ・ルア(急進党)         |
| 5  |                                | ウンベルト・チャボニ           | 2001年12月20日 - 2001年12月23日 | ラモン・プエルタ(代行・正義党)             |
| 6  |                                | ホルヘ・オベイド               | 2001年12月23日 - 2001年12月30日 | アドルフォ・ロドリゲス・サア(代行・正義党) |
| 7  |                                | アントニオ・カフィエロ         | 2001年12月30日 - 2002年1月2日   | エドゥアルド・カマニョ(代行・正義党)       |
| 8  |                                | ホルヘ・カピタニッチ           | 2002年1月2日 - 2002年5月3日     | エドゥアルド・ドゥアルデ(代行・正義党)     |
| 9  |                                | アルフレド・アタナソフ         | 2002年5月3日 - 2003年5月25日    | エドゥアルド・ドゥアルデ(代行・正義党)     |
| 10 |                                | アルベルト・フェルナンデス     | 2003年5月25日 - 2007年12月10日  | ネストル・キルチネル(正義党)               |
| 10 | 2007年12月10日 - 2008年7月23日 | アルベルト・フェルナンデス     | クリスチナ・キルチネル(正義党)  |                                            |
| 11 |                                | セルヒオ・マッサ               | クリスチナ・キルチネル(正義党)  | 2008年7月23日 - 2009年7月7日               |
| 12 |                                | アニバル・フェルナンデス       | クリスチナ・キルチネル(正義党)  | 2009年7月7日 - 2011年12月10日              |
| 13 |                                | フアン・メディナ               | クリスチナ・キルチネル(正義党)  | 2011年12月10日 - 2013年11月20日            |
| 14 |                                | ホルヘ・カピタニッチ(再任)     | クリスチナ・キルチネル(正義党)  | 2013年11月20日 - 2015年2月26日             |
| 15 |                                | アニバル・フェルナンデス(再任) | クリスチナ・キルチネル(正義党)  | 2015年2月26日 - 2015年12月10日             |
| 16 |                                | マルコス・ペニャ               | 2015年12月10日 - 2019年12月10日 | マウリシオ・マクリ(共和国の提案)           |
| 17 |                                | サンティアゴ・カフィエロ       | 2019年12月10日 - 2021年9月20日  | アルベルト・フェルナンデス(正義党)         |
| 18 |                                | フアン・マンスール             | 2021年9月20日 - 2023年2月15日   | アルベルト・フェルナンデス(正義党)         |
| 19 |                                | アグスティン・ロッシ           | 2023年2月15日 - 2023年12月10日  | アルベルト・フェルナンデス(正義党)         |
| 20 |                                | ニコラス・ポッセ               | 2023年12月10日 - 2024年5月27日  | ハビエル・ミレイ (リバタリアン党)          |
| 21 |                                | ギジェルモ・フランコス         | 2024年5月27日 - （現職）        | ハビエル・ミレイ (リバタリアン党)          |